# Xavier Ubach i Linares
Xavier Ubach i Linares (Mataró, 1933 - 5 de febrer 2025) és un locutor de ràdio i televisió, pintor i col·leccionista d'obres d'art.

## Carrera periodística
L'any 1951 inicia la seva trajectòria professional en el món de la radiodifusió a nivell local amb Ràdio Maresme de Mataró, tasca que combina amb la d'actor teatral. L'any 1955 té la possibilitat de participar en les primeres emissions de Televisió Espanyola, encara en règim de proves. I poc després forma una companyia de teatre amb Maria Rosa Roig, amb la que recorren la geografia catalana i acaben rebent el premi a millor actriu i millor actor en el Primer Concurs Regional d'Elencs Teatrals celebrat a Igualada. En aquesta època es produeix també la seva incursió en el món del cinema, protagonitzant tres pel·lícules del cineasta mataroní Joan Pruna (Don Palomo, Nosotros y las manzanas i El paraguas) per les que obté diversos premis d'interpretació.
A principis de 1964, entra a treballar als estudis de Radio Barcelona dirigint serials, i a principis dels anys setanta és nomenat cap d'emissions i programes. A finals dels anys setanta dirigeix el programa Ràdio Week End, en el que dona l'oportunitat de debutar a periodistes com Joaquim Maria Puyal, Constantino Romero, Jordi González, Josep Cuní o Ramon Pellicer. Entre 1973 i 1980, Ubach també fa de corresponsal cultural de Ràdio Nederland pel que fa a les emissions de parla hispana que aquest transmet a tot el món.
L'any 1973 comença a treballar als estudis de Miramar de Televisió Espanyola, com a redactor d'informatius. Primerament fa de reporter i locutor de les cròniques del Telediario i dels reportatges d'Informe Semanal, Panorama i Últimas Noticias. I a partir de 1975 es converteix en el presentador dels primers informatius en català per al circuit tancat de Catalunya.

## Pintor i col·leccionista
L'any 1992 es jubila i, a partir d'aquell moment se centra en la seva tasca com a col·leccionista d'obres d'art i pintor, especialitzant-se en l'aquarel·la. Exposa de forma individual en més de vint ocasions i participa en moltes mostres col·lectives a Mataró, Granollers, Sant Pol, Barcelona, Madrid, Marbella i Donòstia, entre d'altres.
L'any 2006 dona la seva col·lecció al Museu de Mataró.